# Liste der denkmalgeschützten Objekte in Ried im Innkreis
Die Liste der denkmalgeschützten Objekte in Ried im Innkreis enthält die 40 denkmalgeschützten, unbeweglichen Objekte der Stadtgemeinde Ried im Innkreis in Oberösterreich (Bezirk Ried im Innkreis).

## Denkmäler
| Foto  |                 | Denkmal                                                                                        | Standort                                                   | Beschreibung | Metadaten |
| ----- | --------------- | ---------------------------------------------------------------------------------------------- | ---------------------------------------------------------- | --- | --- |
| ja    | Datei hochladen | Wohn- und Geschäftshaus Brader HERIS-ID: 93233 Objekt-ID: 108243                               | Bahnhofstraße 20 Standort KG: Ried im Innkreis             | | BDA-Hist.: Q37761778 Status: Bescheid Stand der BDA-Liste: 2025-06-30 Name: Wohn- und Geschäftshaus Brader GstNr.: .417                                                                             |
| ja    | Datei hochladen | Kriegerdenkmal HERIS-ID: 94276 Objekt-ID: 109418                                               | Bahnhofstraße 33 Standort KG: Ried im Innkreis             | Das Kriegerdenkmal stammt vom Wiener Bildhauer Michael Drobil und wurde im Jahre 1935 im Beisein des damaligen Landeshauptmanns Heinrich Gleißner feierlich enthüllt. Die Anlage um das Denkmal herum wurde vom vorwiegend in Oberösterreich tätigen Architekten Walter Wetzelsberger geschaffen.              | BDA-Hist.: Q37763968 Status: § 2a Stand der BDA-Liste: 2025-06-30 Name: Kriegerdenkmal GstNr.: 924/3                                                                                                |
| ja    | Datei hochladen | Figur hl. Christophorus HERIS-ID: 96896 Objekt-ID: 112551                                      | Brauhausgasse 8, in der Nähe Standort KG: Ried im Innkreis | | BDA-Hist.: Q37769032 Status: § 2a Stand der BDA-Liste: 2025-06-30 Name: Figur hl. Christophorus GstNr.: 701/1, 731/1, 777                                                                           |
| ja    | Datei hochladen | Redemptoristinnenkloster St. Anna und Kirche HERIS-ID: 52514 Objekt-ID: 59492                  | Braunauer Straße 6 Standort KG: Ried im Innkreis           | Ursprünglich ein Siechenhaus, gestiftet 1500. Seit 1852 ein Kloster der Redemptoristen. Die Kirche hat ein dreijochiges Langhaus mit Netzrippengewölbe und einen Chor mit 5/8-Schluss. Die Einrichtung ist vorwiegend neugotisch.                                                                              | BDA-Hist.: Q38051952 Status: § 2a Stand der BDA-Liste: 2025-06-30 Name: Redemptoristinnenkloster St. Anna und Kirche GstNr.: .592, .588, .591, 386/2, 386/1                                         |
| ja    | Datei hochladen | Schweiklbauerkapelle HERIS-ID: 94215 Objekt-ID: 109354                                         | Braunauer Straße Standort KG: Ried im Innkreis             | | BDA-Hist.: Q37763797 Status: § 2a Stand der BDA-Liste: 2025-06-30 Name: Schweiklbauerkapelle GstNr.: 1689/2                                                                                         |
| ja    | Datei hochladen | Alte Stadtapotheke zum schwarzen Adler HERIS-ID: 93357 Objekt-ID: 108374seit 2016              | Hauptplatz 6 Standort KG: Ried im Innkreis                 | | BDA-Hist.: Q37762049 Status: Bescheid Stand der BDA-Liste: 2025-06-30 Name: Alte Stadtapotheke zum schwarzen Adler GstNr.: .162                                                                     |
| ja    | Datei hochladen | Bürgerhaus, Kögl-Haus HERIS-ID: 57700 Objekt-ID: 67968                                         | Hauptplatz 10 Standort KG: Ried im Innkreis                | | BDA-Hist.: Q38078030 Status: Bescheid Stand der BDA-Liste: 2025-06-30 Name: Bürgerhaus, Kögl-Haus GstNr.: .158                                                                                      |
| ja    | Datei hochladen | Einfahrtstor zum goldenen Hirschen HERIS-ID: 38409 Objekt-ID: 37966                            | Hauptplatz 11 Standort KG: Ried im Innkreis                | Ein Renaissance-Tor, das mit 1597 datiert ist. | BDA-Hist.: Q37980925 Status: Bescheid Stand der BDA-Liste: 2025-06-30 Name: Einfahrtstor zum goldenen Hirschen GstNr.: .156/1                                                                       |
| ja    | Datei hochladen | Bürgerhaus, Gasthaus HERIS-ID: 60345 Objekt-ID: 72560                                          | Hauptplatz 11 Standort KG: Ried im Innkreis                | | BDA-Hist.: Q38091559 Status: Bescheid Stand der BDA-Liste: 2025-06-30 Name: Bürgerhaus, Gasthaus GstNr.: .156/1                                                                                     |
| ja    | Datei hochladen | Rathaus HERIS-ID: 52508 Objekt-ID: 59466                                                       | Hauptplatz 12 Standort KG: Ried im Innkreis                | | BDA-Hist.: Q38051906 Status: § 2a Stand der BDA-Liste: 2025-06-30 Name: Rathaus GstNr.: .155 Rathaus Ried im Innkreis                                                                               |
| ja    | Datei hochladen | Bürgerhaus HERIS-ID: 59285 Objekt-ID: 70404                                                    | Hauptplatz 24 Standort KG: Ried im Innkreis                | | BDA-Hist.: Q38086698 Status: Bescheid Stand der BDA-Liste: 2025-06-30 Name: Bürgerhaus GstNr.: .125                                                                                                 |
| ja    | Datei hochladen | Bürgerhaus HERIS-ID: 62459 Objekt-ID: 75011                                                    | Hauptplatz 25 Standort KG: Ried im Innkreis                | | BDA-Hist.: Q38099797 Status: Bescheid Stand der BDA-Liste: 2025-06-30 Name: Bürgerhaus GstNr.: .124                                                                                                 |
| ja    | Datei hochladen | Bürgerhaus HERIS-ID: 57915 Objekt-ID: 68265                                                    | Hauptplatz 33 Standort KG: Ried im Innkreis                | | BDA-Hist.: Q38079329 Status: Bescheid Stand der BDA-Liste: 2025-06-30 Name: Bürgerhaus GstNr.: .107/1 Hauptplatz 33, Ried im Innkreis                                                               |
| ja    | Datei hochladen | Dietmarbrunnen HERIS-ID: 94287 Objekt-ID: 109430                                               | gegenüber Hauptplatz 34 Standort KG: Ried im Innkreis      | Der Marktbrunnen wurde 1665 errichtet und von Veit Adam Vogl 1813 bis auf das Standbild der lokalen Sagenfigur Dietmar der Anhanger völlig erneuert. | BDA-Hist.: Q37764004 Status: § 2a Stand der BDA-Liste: 2025-06-30 Name: Dietmarbrunnen GstNr.: 690/1 Dietmarbrunnen Ried im Innkreis                                                                |
| ja    | Datei hochladen | Bürgerhaus HERIS-ID: 52510 Objekt-ID: 59468                                                    | Hauptplatz 37 Standort KG: Ried im Innkreis                | | BDA-Hist.: Q38051916 Status: § 57-Mandatsbescheid Stand der BDA-Liste: 2025-06-30 Name: Bürgerhaus GstNr.: .103                                                                                     |
| ja    | Datei hochladen | Bürgerhaus HERIS-ID: 46840 Objekt-ID: 49107                                                    | Hauptplatz 38 Standort KG: Ried im Innkreis                | | BDA-Hist.: Q38024114 Status: Bescheid Stand der BDA-Liste: 2025-06-30 Name: Bürgerhaus GstNr.: .101                                                                                                 |
| ja    | Datei hochladen | Bürgerhaus HERIS-ID: 93886 Objekt-ID: 108991seit 2012                                          | Hauptplatz 40 Standort KG: Ried im Innkreis                | | BDA-Hist.: Q37763069 Status: Bescheid Stand der BDA-Liste: 2025-06-30 Name: Bürgerhaus GstNr.: .99                                                                                                  |
| ja    | Datei hochladen | Bürgerhaus HERIS-ID: 93889 Objekt-ID: 108994seit 2012                                          | Hauptplatz 41 Standort KG: Ried im Innkreis                | | BDA-Hist.: Q37763090 Status: Bescheid Stand der BDA-Liste: 2025-06-30 Name: Bürgerhaus GstNr.: .98                                                                                                  |
| ja    | Datei hochladen | Wohn- und Geschäftshaus HERIS-ID: 93891 Objekt-ID: 108996seit 2016                             | Hauptplatz 42 Standort KG: Ried im Innkreis                | | BDA-Hist.: Q37763101 Status: Bescheid Stand der BDA-Liste: 2025-06-30 Name: Wohn- und Geschäftshaus GstNr.: .97                                                                                     |
| ja    | Datei hochladen | Bürgerhaus HERIS-ID: 93893 Objekt-ID: 108999seit 2015                                          | Hauptplatz 43 Standort KG: Ried im Innkreis                | | BDA-Hist.: Q37763110 Status: Bescheid Stand der BDA-Liste: 2025-06-30 Name: Bürgerhaus GstNr.: .96                                                                                                  |
| ja    | Datei hochladen | Anlage Kapuzinerkloster mit Kapuzinerkirche Hl. Schutzengel HERIS-ID: 113933 Objekt-ID: 132321 | Kapuzinerberg 15 Standort KG: Ried im Innkreis             | Die Grundsteinlegung der einschiffigen Kirche erfolgte 1644 und 1651 wurde sie geweiht. Die Südfassade wurde in den Jahren 1906/07 umgebaut. Die Einrichtung ist vorwiegend Neubarock und stammt aus dem Ende des 19. Jahrhunderts. Anmerkung: bis 2020 unter der ID 59472 mit umfassenderem Bereich geschützt | BDA-Hist.: Q38051932 Status: Bescheid Stand der BDA-Liste: 2025-06-30 Name: Anlage Kapuzinerkloster mit Kapuzinerkirche Hl. Schutzengel GstNr.: .250, 136/1, .251 Kapuzinerkloster Ried im Innkreis |
| ja    | Datei hochladen | Nischenkapelle im Kapuzinerkloster HERIS-ID: 113934seit 2021                                   | bei Kapuzinerberg 15 Standort KG: Ried im Innkreis         | Anmerkung: An der Innenseite der Umgrenzungsmauer des Kapuzinerklosters, die Vorderseite ist von der Straße her daher nicht einsehbar | BDA-Hist.: Q107637033 Status: Bescheid Stand der BDA-Liste: 2025-06-30 Name: Nischenkapelle im Kapuzinerkloster GstNr.: 137/1                                                                       |
| ja BW | Datei hochladen | Schule der Schulschwestern HERIS-ID: 93956 Objekt-ID: 109080                                   | Kapuzinerberg 19 Standort KG: Ried im Innkreis             | Die Schule wurde 1928–1930 von Hans Steineder errichtet. | BDA-Hist.: Q37763224 Status: § 2a Stand der BDA-Liste: 2025-06-30 Name: Schule der Schulschwestern GstNr.: .721, 1026                                                                               |
| ja    | Datei hochladen | Volkskundehaus HERIS-ID: 93990 Objekt-ID: 109115                                               | Kirchenplatz 13 Standort KG: Ried im Innkreis              | | BDA-Hist.: Q21532053 Status: § 2a Stand der BDA-Liste: 2025-06-30 Name: Volkskundehaus GstNr.: .2 Volkskundehaus, Ried im Innkreis                                                                  |
| ja    | Datei hochladen | Kath. Pfarrkirche hll. Peter und Paul HERIS-ID: 52512 Objekt-ID: 59470                         | Kirchenplatz 26 Standort KG: Ried im Innkreis              | Ursprünglich eine gotische Kirche aus dem 15. Jahrhundert. 1720 wurde das Langhaus abgerissen und durch einen barocken Neubau ersetzt. Gleichzeitig wurde auch der Chor barockisiert. Der Turm wurde 1731/32 erhöht, 1868 im oberen Bereich verändert und 1930 ihm eine neue Turmspitze aufgesetzt.            | BDA-Hist.: Q21552671 Status: § 2a Stand der BDA-Liste: 2025-06-30 Name: Kath. Pfarrkirche hll. Peter und Paul GstNr.: .1 Pfarrkirche Ried im Innkreis                                               |
| ja    | Datei hochladen | Rosegger-Schule, ehem. Gymnasium, heute Hauptschule HERIS-ID: 94048 Objekt-ID: 109174          | Dr.-Thomas-Senn-Straße 1 Standort KG: Ried im Innkreis     | | BDA-Hist.: Q37763422 Status: § 2a Stand der BDA-Liste: 2025-06-30 Name: Rosegger-Schule, ehem. Gymnasium, heute Hauptschule GstNr.: .15                                                             |
| ja    | Datei hochladen | Bürgerhaus, Zinngießhaus HERIS-ID: 38411 Objekt-ID: 37968                                      | Rainerstraße 5 Standort KG: Ried im Innkreis               | Das Haus entstand im 15. Jahrhundert und war im 16. und 17. Jahrhundert als Zinngießerei in Verwendung. Später fungierte es als Weißbierwirtshaus mit der ältesten Fuhrwerksgerechtigkeit. Auch für den Salzhandel aus Gmunden hatte es Bedeutung.                                                             | BDA-Hist.: Q37980935 Status: Bescheid Stand der BDA-Liste: 2025-06-30 Name: Bürgerhaus, Zinngießhaus GstNr.: .402 Zinngießhaus, Ried im Innkreis                                                    |
| ja BW | Datei hochladen | Stadtamt HERIS-ID: 94167 Objekt-ID: 109301                                                     | Roßmarkt 16 Standort KG: Ried im Innkreis                  | | BDA-Hist.: Q37763661 Status: § 2a Stand der BDA-Liste: 2025-06-30 Name: Stadtamt GstNr.: .156/2 |
| ja    | Datei hochladen | Wohn- und Geschäftshaus HERIS-ID: 81636 Objekt-ID: 95415                                       | Roßmarkt 24 Standort KG: Ried im Innkreis                  | | BDA-Hist.: Q38176197 Status: Bescheid Stand der BDA-Liste: 2025-06-30 Name: Wohn- und Geschäftshaus GstNr.: .147                                                                                    |
| ja    | Datei hochladen | Bibliothek, ehem. Marktrichterhaus, heute „Teitlhaus“ HERIS-ID: 94177 Objekt-ID: 109312        | Roßmarkt 29 Standort KG: Ried im Innkreis                  | | BDA-Hist.: Q37763694 Status: § 2a Stand der BDA-Liste: 2025-06-30 Name: Bibliothek, ehem. Marktrichterhaus, heute „Teitlhaus“ GstNr.: .185 Charlotte-Taitl-Haus                                     |
| ja    | Datei hochladen | Stadttor HERIS-ID: 94182 Objekt-ID: 109317                                                     | Roßmarkt 31 Standort KG: Ried im Innkreis                  | Früher war der Rossmarkt an beiden Enden geschlossen (bis auf eine kleine Gehverbindung). Das Schärdinger Tor, in etwa in der Mitte des Rossmarktes, war die einzige Zu- und Ausfahrtmöglichkeit. | BDA-Hist.: Q37763706 Status: § 2a Stand der BDA-Liste: 2025-06-30 Name: Stadttor GstNr.: .188 Schärdinger Tor, Ried im Innkreis                                                                     |
| ja    | Datei hochladen | Friedhof der Stadt Ried HERIS-ID: 52517 Objekt-ID: 59508                                       | Schärdinger Straße 49 Standort KG: Ried im Innkreis        | | BDA-Hist.: Q38051972 Status: § 2a Stand der BDA-Liste: 2025-06-30 Name: Friedhof der Stadt Ried GstNr.: .648, .649 Stadtfriedhof Ried im Innkreis                                                   |
| ja BW | Datei hochladen | Friedhof der Stadt Ried, Arkadenreihen mit Grüften HERIS-ID: 26154 Objekt-ID: 22617            | Schärdinger Straße 49 Standort KG: Ried im Innkreis        | | BDA-Hist.: Q37899816 Status: Bescheid Stand der BDA-Liste: 2025-06-30 Name: Friedhof der Stadt Ried, Arkadenreihen mit Grüften GstNr.: .648, .649                                                   |
| ja    | Datei hochladen | Kapelle im Krankenhaus der Barmherzigen Schwestern HERIS-ID: 94200 Objekt-ID: 109336           | Schloßberg 1 Standort KG: Ried im Innkreis                 | | BDA-Hist.: Q37763756 Status: § 2a Stand der BDA-Liste: 2025-06-30 Name: Kapelle im Krankenhaus der Barmherzigen Schwestern GstNr.: .222 Krankenhaus der Barmherzigen Schwestern Ried                |
| ja    | Datei hochladen | Bürgerhaus, sog. Schwanthalerhaus HERIS-ID: 44865 Objekt-ID: 45748                             | Schwanthalergasse 11 Standort KG: Ried im Innkreis         | 1669 kaufte Thomas Schwanthaler das Haus. In ihm arbeiteten und lebten fünf Generationen der berühmten Bildhauerfamilie Schwanthaler und war bis 1838 in deren Besitz. Der Gedenkfries wurde anlässlich des 1868 veranstalteten Schwanthalerfestes angebracht.                                                 | BDA-Hist.: Q38011432 Status: Bescheid Stand der BDA-Liste: 2025-06-30 Name: Bürgerhaus, sog. Schwanthalerhaus GstNr.: .52/1                                                                         |
| ja    | Datei hochladen | Bürgerhaus HERIS-ID: 46896 Objekt-ID: 49215                                                    | Stelzhamerplatz 2 Standort KG: Ried im Innkreis            | | BDA-Hist.: Q38024557 Status: Bescheid Stand der BDA-Liste: 2025-06-30 Name: Bürgerhaus GstNr.: .94 Stelzhamer monument, Ried                                                                        |
| ja    | Datei hochladen | Wohn- und Geschäftshaus, ehem. Braugasthof HERIS-ID: 38413 Objekt-ID: 37970                    | Stelzhamerplatz 5 Standort KG: Ried im Innkreis            | | BDA-Hist.: Q37980946 Status: Bescheid Stand der BDA-Liste: 2025-06-30 Name: Wohn- und Geschäftshaus, ehem. Braugasthof GstNr.: .59                                                                  |
| ja    | Datei hochladen | Stelzhamerdenkmal HERIS-ID: 94218 Objekt-ID: 109357                                            | gegenüber Stelzhamerplatz 5 Standort KG: Ried im Innkreis  | Im Jahr 1910/11 vom Künstler Anton Gerhart (1879–1944) auf dem Holzplatz errichtet, der bei der Denkmaleröffnung am 25. Mai 1911 zum Stelzhamerplatz umbenannt wurde. | BDA-Hist.: Q37763817 Status: § 2a Stand der BDA-Liste: 2025-06-30 Name: Stelzhamerdenkmal GstNr.: 691 Stelzhamer monument, Ried                                                                     |
| ja    | Datei hochladen | Berufsförderungsinstitut - Akademie HERIS-ID: 94279 Objekt-ID: 109422                          | Wohlmayrgasse 5 Standort KG: Ried im Innkreis              | | BDA-Hist.: Q37763978 Status: § 2a Stand der BDA-Liste: 2025-06-30 Name: Berufsförderungsinstitut- Akademie GstNr.: .26/2                                                                            |
| ja    | Datei hochladen | Altkatholische Kirche, Christuskirche HERIS-ID: 93230 Objekt-ID: 108240                        | Bahnhofstraße 17 Standort KG: Ried im Innkreis             | Die Kirche wurde 1893 nach Plänen von Josef Prokopp errichtet. | BDA-Hist.: Q1087399 Status: § 2a Stand der BDA-Liste: 2025-06-30 Name: Altkatholische Kirche, Christuskirche GstNr.: .647 Christ Church (Ried im Innkreis)                                          |